# Christoph Beck & Söhne
Die Firma Christoph Beck & Söhne (CBS) in Kassel war ein deutscher Hersteller von Opern- und Ferngläsern sowie Lupen und Mikroskopen.

## Geschichte
CBS wurde am 31. März 1892 in Kassel gegründet, der 25-jährige Georg Christoph Beck errichtete im väterlichen Haus, Schlachthofstraße 32, eine feinmechanische Werkstatt. Die Firma Chr. Beck & Söhne wird zu einem weithin geschätzten Lieferanten für Ferngläser und Mikroskope.
Im Zweiten Weltkrieg wurden Dienstgläser mit der Codierung -fvx- gefertigt. Nach der Zerstörung des Werkes im Zweiten Weltkrieg wurde die Produktion 1948 wieder aufgenommen und der Firmensitz in die Wilhelmshöher Allee 38–42 in Kassel verlegt. In den 1960er Jahren wurden wieder Ferngläser, Mikroskope und Lupen durch ca. 100 Mitarbeiter hergestellt und weltweit verkauft. Die Firma hatte eine eigene Optikabteilung, in der die Linsen geschliffen und vergütet wurden.
Die Opern- und Fernglasserien hießen z. B. Rubin, Dilecto, Mercur, Condor oder Jagdfalke und wurden in allen Variationen gebaut. Die Serie TORDALK 11x80 oder 22x80 war besonders begehrt und hatte optische Spitzenwerte bei einem damaligen Verkaufspreis von knapp 1700 DM (Durchschnittseinkommen 1970 – ca. 1100 DM/Monat). Abteilungen wie Werkzeugbau, Galvanik, Lackiererei, Dreherei und Feinmechanik erlaubten eine hohe Fertigungstiefe. Einzig die Fernglasgehäuse, die aus einer speziellen Aluminium-Magnesium-Legierung bestanden, um besonders leicht und stabil zu sein, wurden als Rohlinge angeliefert.
In mehreren Montageabteilungen wurden die Produkte von Hand einzeln zusammengebaut. Ferngläser oder Mikroskope hatten sehr kleine Fertigungstoleranzen und wurden teilweise mit Hilfe von optischen Zentrierhilfen zusammengesetzt. Durch die hohe Maßhaltigkeit und Güte der Bauteile konnten so Farbsäumigkeiten und Verzerrungen vermieden werden. Im aufkommenden Massenmarkt konnte die Firma Ende der 1970er Jahre preislich nicht mehr mithalten und bekam Absatzprobleme. Als letztes versuchte die Firma Chr. Beck & Söhne, Dampflokomotivenmodelle für die Spur 1 herzustellen. Dies gelang auch in kleiner Stückzahl, bevor sie 1985 die Geschäfte einstellte bzw. von der Fa. Hertel & Reuss aufgekauft wurde.